# Euro Hockey League 2017-2018
Navigation
2016-2017 2018-2019
L'Euro Hockey League 2017-2018 est la 11e édition de l'Euro Hockey League. Elle oppose 24 équipes européennes.

## Déroulement du tournoi
La compétition se déroule en deux phases. Lors de la première phase, les douze équipes les moins bien classées sont réparties dans quatre groupes. Les douze autres équipes sont qualifiées pour les huitièmes de finale (KO 16).
- Une victoire rapporte 5 points
- Un nul 2 points
- Une défaite par 2 buts ou moins d'écart 1 point
- Une défaite par plus de 2 buts d'écart 0 point

À partir des huitièmes de finale, la compétition devient une compétition à élimination directe.

## Équipes
Pour la saison 2017/2018 :
Les pays placés parmi les quatre premiers du classement européen peuvent engager trois équipes :
- 1.  Pays-Bas : SV Kampong, HC Rotterdam et HC Bloemendaal
- 2.  Allemagne : Mannheimer HC, Rot-Weiss Köln et HTC Uhlenhorst Mülheim
- 3.  Belgique : KHC Dragons, Royal Herakles HC et Racing Club de Bruxelles
- 4.  Espagne : Atlètic Terrassa, Real Club de Polo et Club Egara

Ceux classés entre la cinquième et le huitième place peuvent engager deux équipes :
- 5.  Angleterre : Holcombe HC (en) et Wimbledon HC (en)
- 6.  Irlande : Three Rock Rovers HC (nl) et Banbridge HC (en)
- 7.  France : Racing Club de France et Saint Germain HC
- 8.  Russie : HC Dinamo Kazan (nl) et Dinamo Elektrostal (nl)

Ceux classés entre la 9e et la 12e place peuvent engager 1 équipe :
- 9.  Écosse : Bromac Kelburne (en)
- 10.  Pologne : WKS Grunwald Poznań
- 11.  Autriche : SV Arminen (de)
- 12.  Pays de Galles : Cardiff & Met (de)

## Phase de Poule
Les matchs ont lieu du 6 au 8 octobre 2017 à Barcelone.

### Groupe A
| Pays | Équipes        | Score  | Équipes      | Pays |
| ---- | -------------- | ------ | ------------ | ---- |
|      | HC Bloemendaal | 4 - 0  | Wimbledon HC |      |
|      | SV Arminen     | 0 - 9  | Wimbledon HC |      |
|      | HC Bloemendaal | 15 - 2 | SV Arminen   |      |

| Rang | Équipe         | Points | Joués | Gagnés | Nuls | Perdus (écart ≤2 buts) | Perdus (écart >2 buts) | Buts Pour | Buts Contre | Différence |
| ---- | -------------- | ------ | ----- | ------ | ---- | ---------------------- | ---------------------- | --------- | ----------- | ---------- |
| 1    | HC Bloemendaal | 10     | 2     | 2      | 0    | 0                      | 0                      | 19        | 2           | +17        |
| 2    | Wimbledon HC   | 5      | 2     | 1      | 0    | 0                      | 1                      | 9         | 4           | +5         |
| 3    | SV Arminen     | 0      | 2     | 0      | 0    | 0                      | 2                      | 2         | 24          | -22        |

### Groupe B
| Pays | Équipes            | Score  | Équipes            | Pays |
| ---- | ------------------ | ------ | ------------------ | ---- |
|      | Uhlenhorst Mülheim | 10 - 0 | Cardiff & Met      |      |
|      | Dinamo Elektrostal | 11 - 2 | Cardiff & Met      |      |
|      | Uhlenhorst Mülheim | 3 - 3  | Dinamo Elektrostal |      |

| Rang | Équipe             | Points | Joués | Gagnés | Nuls | Perdus (écart ≤2 buts) | Perdus (écart >2 buts) | Buts Pour | Buts Contre | Différence |
| ---- | ------------------ | ------ | ----- | ------ | ---- | ---------------------- | ---------------------- | --------- | ----------- | ---------- |
| 1    | Uhlenhorst Mülheim | 7      | 2     | 1      | 1    | 0                      | 0                      | 13        | 3           | +10        |
| 2    | Dinamo Elektrostal | 7      | 2     | 1      | 1    | 0                      | 0                      | 14        | 5           | +9         |
| 3    | Cardiff & Met      | 7      | 2     | 0      | 0    | 0                      | 2                      | 2         | 21          | -19        |

### Groupe C
| Pays | Équipes                  | Score | Équipes             | Pays |
| ---- | ------------------------ | ----- | ------------------- | ---- |
|      | Racing Club de Bruxelles | 6 - 2 | WKS Grunwald Poznań |      |
|      | Banbridge HC             | 0 - 6 | WKS Grunwald Poznań |      |
|      | Racing Club de Bruxelles | 6 - 2 | Banbridge HC        |      |

| Rang | Équipe                   | Points | Joués | Gagnés | Nuls | Perdus (écart ≤2 buts) | Perdus (écart >2 buts) | Buts Pour | Buts Contre | Différence |
| ---- | ------------------------ | ------ | ----- | ------ | ---- | ---------------------- | ---------------------- | --------- | ----------- | ---------- |
| 1    | Racing Club de Bruxelles | 10     | 2     | 2      | 0    | 0                      | 0                      | 12        | 4           | +8         |
| 2    | WKS Grunwald Poznań      | 5      | 2     | 1      | 0    | 0                      | 1                      | 8         | 6           | +2         |
| 3    | Banbridge HC             | 0      | 2     | 0      | 0    | 0                      | 1                      | 2         | 12          | -10        |

### Groupe D
| Pays | Équipes          | Score | Équipes          | Pays |
| ---- | ---------------- | ----- | ---------------- | ---- |
|      | Club Egara       | 9 - 1 | Bromac Kelburne  |      |
|      | Saint Germain HC | 1 - 0 | Bromac Kelburne  |      |
|      | Club Egara       | 4 - 6 | Saint Germain HC |      |

| Rang | Équipe           | Points | Joués | Gagnés | Nuls | Perdus (écart ≤2 buts) | Perdus (écart >2 buts) | Buts Pour | Buts Contre | Différence |
| ---- | ---------------- | ------ | ----- | ------ | ---- | ---------------------- | ---------------------- | --------- | ----------- | ---------- |
| 1    | Saint Germain HC | 10     | 2     | 2      | 0    | 0                      | 0                      | 7         | 4           | +3         |
| 2    | Club Egara       | 6      | 2     | 1      | 0    | 1                      | 0                      | 13        | 7           | +6         |
| 3    | Bromac Kelburne  | 1      | 2     | 0      | 0    | 1                      | 1                      | 1         | 10          | -9         |

## Phase finale

### Qualifiés pour la Phase finale
| Groupe   | 1er du groupe            |
| -------- | ------------------------ |
| Groupe A | HC Bloemendaal           |
| Groupe B | Uhlenhorst Mülheim       |
| Groupe C | Racing Club de Bruxelles |
| Groupe D | Saint Germain HC         |

| Qualifiés d'office pour la Phase finale |
| --------------------------------------- |
| SV Kampong                              |
| HC Rotterdam                            |
| Mannheimer HC                           |
| Rot-Weiss Köln                          |
| KHC Dragons                             |
| Royal Herakles HC                       |
| Atlètic Terrassa                        |
| Real Club de Polo                       |
| Holcombe HC                             |
| Three Rock Rovers HC                    |
| Racing Club de France                   |
| HC Dinamo Kazan                         |

### Tableau final
|  | Huitièmes de finale | Huitièmes de finale |                    |                        | Quarts de finale       | Quarts de finale |    |  | Demi-finales | Demi-finales |  |  | Finale      | Finale      |
|  | Huitièmes de finale | Huitièmes de finale |                    |                        | Quarts de finale       | Quarts de finale |    |  | Demi-finales | Demi-finales |  |  | Finale      | Finale      |
|  |                     |                     |                    |                        |                        |                  |    |  |              |              |  |  |             |             |
|  | 30 mars 2018        | 30 mars 2018        |                    |                        | 1 avril 2018           | 1 avril 2018     |    |  | 26 mai 2018  | 26 mai 2018  |  |  | 27 mai 2018 | 27 mai 2018 |
|  | 30 mars 2018        | 30 mars 2018        |                    |                        | 1 avril 2018           | 1 avril 2018     |    |  | 26 mai 2018  | 26 mai 2018  |  |  | 27 mai 2018 | 27 mai 2018 |
|  | SV Kampong          | 1                   |                    |                        | 1 avril 2018           | 1 avril 2018     |    |  | 26 mai 2018  | 26 mai 2018  |  |  | 27 mai 2018 | 27 mai 2018 |
|  | SV Kampong          | 1                   |                    |                        | 1 avril 2018           | 1 avril 2018     |    |  | 26 mai 2018  | 26 mai 2018  |  |  | 27 mai 2018 | 27 mai 2018 |
|  | Rot-Weiss Köln      | 0                   |                    |                        | 1 avril 2018           | 1 avril 2018     |    |  | 26 mai 2018  | 26 mai 2018  |  |  | 27 mai 2018 | 27 mai 2018 |
|  | Rot-Weiss Köln      | 0                   | SV Kampong         | 4                      |                        |                  |    |  | 26 mai 2018  | 26 mai 2018  |  |  | 27 mai 2018 | 27 mai 2018 |
|  | 30 avr 2018         |                     | SV Kampong         | 4                      |                        |                  |    |  | 26 mai 2018  | 26 mai 2018  |  |  | 27 mai 2018 | 27 mai 2018 |
|  |                     | RC de Bruxelles     | 1                  |                        |                        |                  |    |  | 26 mai 2018  | 26 mai 2018  |  |  | 27 mai 2018 | 27 mai 2018 |
|  | RC de Bruxelles     | RC de Bruxelles     | 1                  | 9                      |                        |                  |    |  | 26 mai 2018  | 26 mai 2018  |  |  | 27 mai 2018 | 27 mai 2018 |
|  | RC de Bruxelles     | 1 avril 2018        |                    | 9                      |                        |                  |    |  | 26 mai 2018  | 26 mai 2018  |  |  | 27 mai 2018 | 27 mai 2018 |
|  | HC Dinamo Kazan     | 0                   |                    |                        |                        |                  |    |  | 26 mai 2018  | 26 mai 2018  |  |  | 27 mai 2018 | 27 mai 2018 |
|  | HC Dinamo Kazan     | 0                   | SV Kampong         | 6                      |                        |                  |    |  |              |              |  |  | 27 mai 2018 | 27 mai 2018 |
|  | 30 avril 2018       |                     | SV Kampong         | 6                      |                        |                  |    |  |              |              |  |  | 27 mai 2018 | 27 mai 2018 |
|  |                     | Royal Herakles HC   | 2                  |                        |                        |                  |    |  |              |              |  |  | 27 mai 2018 | 27 mai 2018 |
|  | Holcombe HC         | Royal Herakles HC   | 2                  | 4                      |                        |                  |    |  |              |              |  |  | 27 mai 2018 | 27 mai 2018 |
|  | Holcombe HC         | 26 mai 2018         |                    | 4                      |                        |                  |    |  |              |              |  |  | 27 mai 2018 | 27 mai 2018 |
|  | Real Club de Polo   | 7                   |                    |                        |                        |                  |    |  |              |              |  |  | 27 mai 2018 | 27 mai 2018 |
|  | Real Club de Polo   | 7                   | Real Club de Polo  | 1(6)                   |                        |                  |    |  |              |              |  |  | 27 mai 2018 | 27 mai 2018 |
|  | 30 mars 2018        |                     | Real Club de Polo  | 1(6)                   |                        |                  |    |  |              |              |  |  | 27 mai 2018 | 27 mai 2018 |
|  |                     | Royal Herakles HC   | 1(7)               |                        |                        |                  |    |  |              |              |  |  | 27 mai 2018 | 27 mai 2018 |
|  | Royal Herakles HC   | Royal Herakles HC   | 1(7)               | 4                      |                        |                  |    |  |              |              |  |  | 27 mai 2018 | 27 mai 2018 |
|  | Royal Herakles HC   | 2 avril 2018        |                    | 4                      |                        |                  |    |  |              |              |  |  | 27 mai 2018 | 27 mai 2018 |
|  | Atlètic Terrassa    | 2                   |                    |                        |                        |                  |    |  |              |              |  |  | 27 mai 2018 | 27 mai 2018 |
|  | Atlètic Terrassa    | 2                   | SV Kampong         | 2                      |                        |                  |    |  |              |              |  |  |             |             |
|  | 31 mars 2018        |                     | SV Kampong         | 2                      |                        |                  |    |  |              |              |  |  |             |             |
|  |                     | HC Bloemendaal      | 8                  |                        |                        |                  |    |  |              |              |  |  |             |             |
|  | KHC Dragons         | HC Bloemendaal      | 8                  | 0                      |                        |                  |    |  |              |              |  |  |             |             |
|  | KHC Dragons         |                     |                    | 0                      |                        |                  |    |  |              |              |  |  |             |             |
|  | HC Bloemendaal      | 8                   |                    |                        |                        |                  |    |  |              |              |  |  |             |             |
|  | HC Bloemendaal      | 8                   | HC Bloemendaal     | 8                      |                        |                  |    |  |              |              |  |  |             |             |
|  | 31 mars 2018        |                     | HC Bloemendaal     | 8                      |                        |                  |    |  |              |              |  |  |             |             |
|  |                     | Saint Germain       | 0                  |                        |                        |                  |    |  |              |              |  |  |             |             |
|  | Saint Germain       | Saint Germain       | 0                  | 3                      |                        |                  |    |  |              |              |  |  |             |             |
|  | Saint Germain       | 2 avril 2018        |                    | 3                      |                        |                  |    |  |              |              |  |  |             |             |
|  | Three Rock Rovers   | 2                   |                    |                        |                        |                  |    |  |              |              |  |  |             |             |
|  | Three Rock Rovers   | 2                   | HC Bloemendaal     | 6                      |                        |                  |    |  |              |              |  |  |             |             |
|  | 31 mars 2018        |                     | HC Bloemendaal     | 6                      |                        |                  |    |  |              |              |  |  |             |             |
|  |                     | HC Rotterdam        | 0                  |                        |                        |                  |    |  |              |              |  |  |             |             |
|  | RC de France        | HC Rotterdam        | 0                  | 0                      |                        |                  |    |  |              |              |  |  |             |             |
|  | RC de France        |                     |                    | 0                      |                        |                  |    |  |              |              |  |  |             |             |
|  | Uhlenhorst Mülheim  | 3                   |                    | Match pour la 3e place | Match pour la 3e place |                  |    |  |              |              |  |  |             |             |
|  | Uhlenhorst Mülheim  | 3                   | Uhlenhorst Mülheim | Match pour la 3e place | Match pour la 3e place | 1                |    |  |              |              |  |  |             |             |
|  | 31 mars 2018        | 31 mars 2018        | Uhlenhorst Mülheim | 27 mai 2018            | 27 mai 2018            | 1                |    |  |              |              |  |  |             |             |
|  | 31 mars 2018        | 31 mars 2018        |                    | 27 mai 2018            | 27 mai 2018            | HC Rotterdam     | 13 |  |              |              |  |  |             |             |
|  | HC Rotterdam        | 4(5)                | Royal Herakles HC  | 4                      |                        | HC Rotterdam     | 13 |  |              |              |  |  |             |             |
|  | HC Rotterdam        | 4(5)                | Royal Herakles HC  | 4                      |                        |                  |    |  |              |              |  |  |             |             |
|  | Mannheimer HC       | 4(4)                |                    | HC Rotterdam           | 5                      |                  |    |  |              |              |  |  |             |             |
|  | Mannheimer HC       | 4(4)                |                    | HC Rotterdam           | 5                      |                  |    |  |              |              |  |  |             |             |

### Classement final
| Place              | Équipe              | Résultat                            |
| ------------------ | ------------------- | ----------------------------------- |
| Médaille d'or      | HC Bloemendaal      | Vainqueur                           |
| Médaille d'argent  | SV Kampong          | Finaliste                           |
| Médaille de bronze | HC Rotterdam        | Vainqueur du match pour la 3e place |
| 4                  | Royal Herakles HC   | Perdant du match pour la 3e place   |
| 5                  | Uhlenhorst Mülheim  | Éliminé en 1/4 de finale            |
| 5                  | Saint Germain       | Éliminé en 1/4 de finale            |
| 5                  | Real Club de Polo   | Éliminé en 1/4 de finale            |
| 5                  | RC de Bruxelles     | Éliminé en 1/4 de finale            |
| 9                  | Three Rock Rovers   | Éliminé en 1/8 de finale            |
| 9                  | KHC Dragons         | Éliminé en 1/8 de finale            |
| 9                  | Atlètic Terrassa    | Éliminé en 1/8 de finale            |
| 9                  | Holcombe HC         | Éliminé en 1/8 de finale            |
| 9                  | HC Dinamo Kazan     | Éliminé en 1/8 de finale            |
| 9                  | Rot-Weiss Köln      | Éliminé en 1/8 de finale            |
| 9                  | RC de France        | Éliminé en 1/8 de finale            |
| 9                  | Mannheimer HC       | Éliminé en 1/8 de finale            |
| 17                 | Wimbledon HC        | 2e de la phase de groupe            |
| 17                 | Dinamo Elektrostal  | 2e de la phase de groupe            |
| 17                 | WKS Grunwald Poznań | 2e de la phase de groupe            |
| 17                 | Club Egara          | 2e de la phase de groupe            |
| 21                 | SV Arminen          | 3e de la phase de groupe            |
| 21                 | Cardiff & Met       | 3e de la phase de groupe            |
| 21                 | Banbridge HC        | 3e de la phase de groupe            |
| 21                 | Bromac Kelburne     | 3e de la phase de groupe            |